# Молвинский мост
Молвинский мост — автодорожный железобетонный балочный мост через реку Таракановку в Адмиралтейском / Кировском районе Санкт-Петербурга, соединяет Екатерингофский остров и левый берег реки Таракановки.

## Расположение
Расположен по оси Лифляндской улицы и улицы Калинина, недалеко от места впадения реки в Екатерингофку.
Рядом с мостом располагаются парк Екатерингоф и Молвинская колонна  — полированная гранитная колонна на возвышении. Установлена в 1824 году О. Монферраном как модель Александровской колонны.
Ближайшая станция метрополитена — «Нарвская».

## Название
С 1836 года мост назывался Петровским, вероятно, в честь Петра I, поскольку мост ведёт к Екатерингофу — парку и не сохранившемуся дворцу, принадлежавшему супруге Петра Великого Екатерине Алексеевне. Существовало также название Рощинский мост (от официального и обиходного названия Екатерингофская роща или просто роща). С 1842 года мост называется Молвинским, от находившейся в этом районе дачи купца Я. Н. Мольво (Молво), владельца водочного и сахарного заводов в начале XIX века.

## История
Первый деревянный мост был построен после 1739 года по проекту голландского инженера Хармана ван Болеса. В 1823 году по проекту инженеров П. П. Базена и П. Э. Клапейрона мост был заменён деревянным трёхпролётным арочным мостом на кирпичных береговых устоях и русловых опорах на чугунных сваях. Общая длина моста составляла около 64 м, ширина моста — 10 м; размеры пролётов: боковые пролёты по 21,2 м, средний — 23,4 м. 
В 1834 году рядом с мостом по проекту архитектора В. Беретти был построен деревянный караульный дом.
В 1867 году выполнен капитальный ремонт моста. В 1899 году мост был перестроен. Общая длина моста составляла 69,3 м, ширина — 11,5 м. Во время обследования моста в 1938 году было установлено, что промежуточные опоры из чугунных свай находятся в хорошем состоянии.
Существующий железобетонный мост построен в 1983—1984 годах по проекту инженеров института «Ленгипроинжпроект» Л. Н. Соболева, С. С. Надточия и Б. Э. Дворкина. Работы по реконструкции моста выполняло СУ-4 треста «Ленмостострой» под руководством главного инженера Ю. П. Бекова.

## Конструкция
Мост однопролётный железобетонный балочный. Пролётное строение состоит из типовых двутавровых балок постоянной высоты из преднапряжённого железобетона. С фасадов балки пролётных строений закрыты декоративными монолитными арками, облицованными гранитом. Устои из монолитного железобетона на свайном основании, облицованы гранитом. Общая длина моста составляет 59 м, ширина — 20,7 (27) м.
Мост предназначен для движения трамваев, автотранспорта и пешеходов. Проезжая часть моста включает в себя 6 полос для движения автотранспорта (в том числе 2 трамвайных пути). Покрытие проезжей части и тротуаров — асфальтобетон. На мосту установлено металлическое перильное ограждение простого рисунка. Тротуары отделены от проезжей части бетонными парапетами. Небольшие участки берегов реки с верховой и низовой сторон, примыкающие к мосту, укреплены низкой железобетонной стенкой на свайном основании с зелёным откосом.